# أتزنبروغ
أتزنبروغ (بالألمانية: Atzenbrugg) هي بلدية في منطقة تولن في ولاية النمسا السفلى.اعتاد الملحن فرانز شوبرت قضاء بعض الوقت في أتزينبروج في الصيف حوالي عام 1820.